# Fedez
Federico Leonardo Lucia, vagy Fedez (Milánó, 1989. október 15. –) olasz MC, rapper.

## Diszkográfiája
- 2006 : Fedez
- 2007 : Pat-a-Cake
- 2010 : BCPT
- 2010 : Diss-Agio
- 2011 : Penisola che non c'è
- 2011 : Il mio primo disco da venduto
- 2013 : Sig. Brainwash - L'arte di accontentare
- 2014 : Pop-Hoolista
- 2017 : Comunisti col Rolex
- 2019 : Paranoia Airlines

## Külső hivatkozások
1. ↑  Discogs (angol nyelven). Discogs . (Hozzáférés: 2017. október 9.)
2. ↑  http://www.radioitalia.it/news/fedez/evento/12602_il_singolo_italiano_piu_venduto_della_settimana_e_di_fedez_e_j-ax.php#